# Toro jezik
Toro jezik (ISO 639-3: tdv; isto i turkwam), benue-kongoanski jezik iz Nigerije, kojim govori oko 3 930 ludi (2000) u državi Nassarawa, selo Turkwam. Govorno područje prostire im se upravo sjeverno od alumu-tesu i zapadno od hasha i bu.
Nije podklasificiran nijednoj skupini unutar plateau jezika

## Vanjske poveznice
- Ethnologue (14th)
- Ethnologue (15th)
- The Toro Language
- The Toro Language